# Dei livelli di manomorta coerentemente al XVIII. Della legge d'ammortizzazione pubblicata in Toscana nell'anno 1769
Dei livelli di manomorta coerentemente al XVIII della legge d’ammortizzazione pubblicata nell’anno 1769 è un opuscolo di Gregorio Fierli, scritto nel 1769

## Opera
Nell’opuscolo analizzato l’autore esprime un giudizio di pieno consenso nei confronti della legislazione leopoldina che aveva liberalizzato gran parte delle attività economiche della regione mettendo in luce i benefici effetti apportati dalla legge del 2 marzo 1769. In effetti, considerando i beni enfiteutici di manomorta come liberi e allodiali, essa aveva reso pienamente commerciabili i beni dei luoghi pii e dei pubblici patrimoni, contribuendo in modo sostanziale alla creazione di maggior ricchezza complessiva nel paese. Nell’opuscolo Gregorio Fierli attua un’analisi specifica dell’Enfiteusi, della sua natura e dei suoi effetti: spiega che l’Enfiteusi è un contratto attraverso cui il padrone concede il proprio fondo ad un enfiteuta che ha il compito di coltivarlo e migliorarlo e inoltre l’enfiteuta dovrà pagare un canone annuo al padrone.L’autore afferma che l’enfiteusi si contraddistingue dagli altri tipi di contratti consensuali per due caratteristiche: la prima è la perpetuità o l’ampia durata, la seconda caratteristica è la traslazione della proprietà che permette una divisione dei diritti di proprietà fra padrone ed enfiteuta. L’enfiteusi di manomorta, dice l‘autore, può essere alienata per legge grazie alla legge del 2 marzo 1769, di Pietro Leopoldo, la quale ha per oggetto la libera circolazione dei beni di suolo e il libero commercio. Anche se la legge ha concesso all’enfiteuta la capacità di disporre, questa non deve essere assoluta e indipendente da non ricevere alcun limite o modifica. L’enfiteuta non può intraprendere alcuna azione che possa recare danni al padrone, ed è per questo che nel capitolo XVII della legge vengono preservati al padrone alcuni diritti come l’investitura, la rinnovazione, il canone ecc.
Fierli nelle ultime sezioni dell’opuscolo fa un’analisi dettagliata dei diritti che rimangono nelle mani del padrone.

## Edizioni[2]
Edizione prima:
- Autore principale Fierli, Gregorio
- Titolo Dei livelli di mano morta coerentemente al [paragrafo] 18. della legge d'ammortizzazione pubblicata in Toscana nell'anno 1769. Opuscolo dell'avvocato Gregorio Fierli giureconsulto fiorentino
- Pubblicazione Firenze : nella Stamperia Bonducciana, 1797
- Descrizione fisica IV, 162, [2] p. ; 8o
- Note generali  · Nel titolo il termine "paragrafo" sostituisce il corrispettivo simbolo seguito da punto· Nel titolo 18. espresso XVIII · Corsivo ; romano · Segnatura: pi greco2 A-I8 K10 · Bianca l'ultima carta.
- Impronta· e-04 laa, o.e- cuto (3) 1797 (R)
- Luogo normalizzato Firenze Lingua di pubblicazione ITALIANO
- Paese di pubblicazione ITALIA

- Codice identificativo IT\ICCU\SBLE\000375

Edizione seconda:
- Autore principale Fierli, Gregorio
- Titolo Dei livelli di mano morta, coerentemente al par. 18. della legge d'ammortizzazione pubblicata in Toscana nell'anno 1769. Opuscolo dell'avvocato Gregorio Fierli ...
- Edizione Nuova edizione piu corretta, e completa
- Pubblicazione Firenze: nella Stamperia Bonducciana, 1798
- Descrizione fisica: 48 [i.e. 148], [2] p.; 8o
- Note generali  · Nel tit. par. e espresso con simbolo e 18. in cifre romane· P. 145-148 erroneamente numerate 45-48· Segn.: [1]/8 2-9/8 [chi]3· Var. B: 148, [4] p., segn.: [1]/8 2-9/8 10/4, bianca la c. 10/4.
- Impronta · r-a- ).e- tohe viLa (3) 1798 (A)
- Luogo normalizzato Firenze; Lingua di pubblicazione ITALIANO
- Paese di pubblicazione ITALIA

- Codice identificativo IT\ICCU\MILE\009348

Edizione terza:
- Autore principale Fierli, Gregorio
- Titolo Dei livelli di manomorta coerentemente al paragrafo 18. della legge d'ammortizzazione pubblicata in Toscana nell'anno 1769 : opuscolo / dell'avvocato Gregorio Fierli
- Edizione Nuova ed. piu corretta e completa
- Pubblicazione Firenze : stamp. A. Brazzini, 1799
- Descrizione fisica168p. ; 21cm.
- Lingua di pubblicazione ITALIANO
- Paese di pubblicazione ITALIA
- Codice identificativo IT\ICCU\SBLE\004940

Edizione quarta:
- Autore principale Fierli, Gregorio

- Titolo Dei livelli di mano morta coerentemente al [paragrafo] 18. della legge d'ammortizzazione pubblicata in Toscana nell'anno 1769. Opuscolo dell'avvocato Gregorio Fierli

- Edizione Nuova edizione più corretta, e completa
- Pubblicazione Firenze: nella stamperia di Antonio Brazzini, 1805
- Descrizione fisica 167, [1] p. ; 8°
- Note generali Nel tit. la parola "paragrafo" è rappresentata dal simbolo seguito dal punto
- Segn.: [A]⁸ B-I⁸ K⁴. Impronta · edea o-se e.a, zite (3) 1805 (R)
- Luogo normalizzato Firenze
- Lingua di pubblicazione ITALIANO
- Paese di pubblicazione ITALIA
- Codice identificativo IT\ICCU\MILE\009325

Non sono presenti edizioni in lingua straniera.
Edizione digitalizzata, 1997
| Titolo                     | Dei livelli di mano morta coerentemente al [paragrafo] 18. della legge d'ammortizzazione pubblicata in Toscana nell'anno 1769. Opuscolo dell'avvocato Gregorio Fierli giureconsulto fiorentino |
| Collaboratore              | Bonducci |
| Editore                    | nella Stamperia Bonducciana, 1797 |
| Provenienza dell'originale | Biblioteca Nazionale Centrale di Firenze |
| Digitalizzato              | 27 ago 2013 |
| Lunghezza                  | 162 pagine |

Edizione digitalizzata,1998
| Titolo                     | Dei livelli di mano morta, coerentemente al par. 18. della legge d'ammortizzazione pubblicata in Toscana nell'anno 1769. Opuscolo dell'avvocato Gregorio Fierli .. |
| Autore                     | Gregorio Fierli |
| Collaboratore              | Bonducci |
| Editore                    | Nella Stamperia Bonducciana, 1798 |
| Provenienza dell'originale | Sapienza - Università di Roma |
| Digitalizzato              | 23 set 2015 |
| Lunghezza                  | 148 pagine |